# Distrito electoral local 13 de Hidalgo
El Distrito electoral local 13 de Hidalgo es uno de los dieciocho distritos electorales locales del estado de Hidalgo para la elección de diputados locales. Su cabecera es la sección nor-oriente de la ciudad de Pachuca de Soto.

## Historia

### Pachuca como cabecera distrital

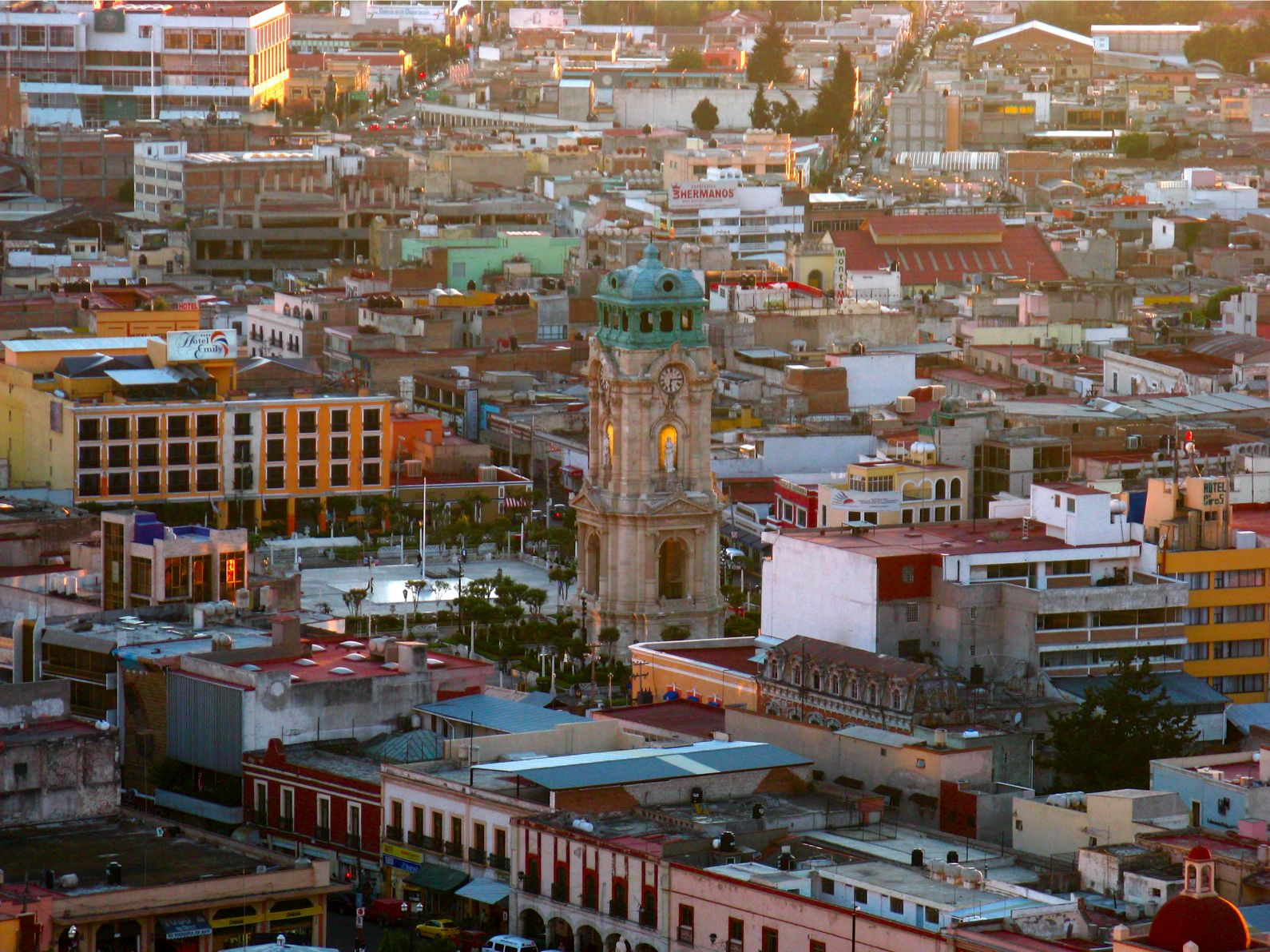
Pachuca de Soto sede del Consejo distrital.

Después de la erección del estado de Hidalgo en 1869 durante la I Legislatura del Congreso de Hidalgo existían once distritos, siendo Pachuca el VI Distrito. De 1871 a 1879 existieron dieciséis distritos siendo Pachuca el XI Distrito. De 1879 a 1903 existieron once distritos siendo Pachuca el VII Distrito. Para el periodo de 1903 a 1913 se regresa a diez distritos siendo Pachuca el VI Distrito.
De 1917 a 1923 en Hidalgo existieron dieciséis distritos siendo Pachuca el I Distrito. De 1925 a 1931 con diecisiete distritos existentes Pachuca fue el I Distrito. Para el periodo 1931 a 1935 con once distritos Pachuca fue el I Distrito. De 1935 hasta 1972 con once distritos Pachuca fue el I Distrito. De 1975 a 1996 existieron quince distritos siendo Pachuca el I Distrito. Para el periodo de 1996 a 201 se contó con dieciocho distritos, y Pachuca se divide en dos distritos, Pachuca Oriente y Poniente.
El 3 de septiembre de 2015 el Consejo General del Instituto Nacional Electoral (INE) aprobó los distritos electorales uninominales locales y sus respectivas cabeceras distritales de Hidalgo, que entraron en vigor para las elecciones estatales de Hidalgo en 2016; quedando el distrito 13 en la misma zona. En el año 2022, se aprobó una nueva demarcación territorial, que entraron en vigor para las elecciones estatales de Hidalgo en 2024; y el distrito 13 se intercambia de zona con el distrito 12, también de Pachuca.

## Demarcación territorial
Este distrito está integrado por un total de un municipios, que son los siguientes:
- Pachuca de Soto, integrado por 103 secciones electorales.

## Diputados por el distrito
- LXIII Legislatura (2016-2018)
  - Miguel Ángel Uribe Vázquez (PAN).[9][10]
- LXIV Legislatura
  - Humberto Augusto Veras Godoy, MORENA (2018-2020).[11][12]
  - Raymundo Lazcano Mejía, MORENA (2020-2021).[13][14]
- LXV Legislatura
  - Elvia Yanet Sierra Vite, PT (2021-2024).[15]